# Stretton Grandison
Stretton Grandison – wieś i civil parish w Anglii, w hrabstwie Herefordshire. W 2011 roku civil parish liczyła 175 mieszkańców. Stretton Grandison jest wspomniana w Domesday Book (1086) jako Stratune.